# Sudetendeutscher Tag

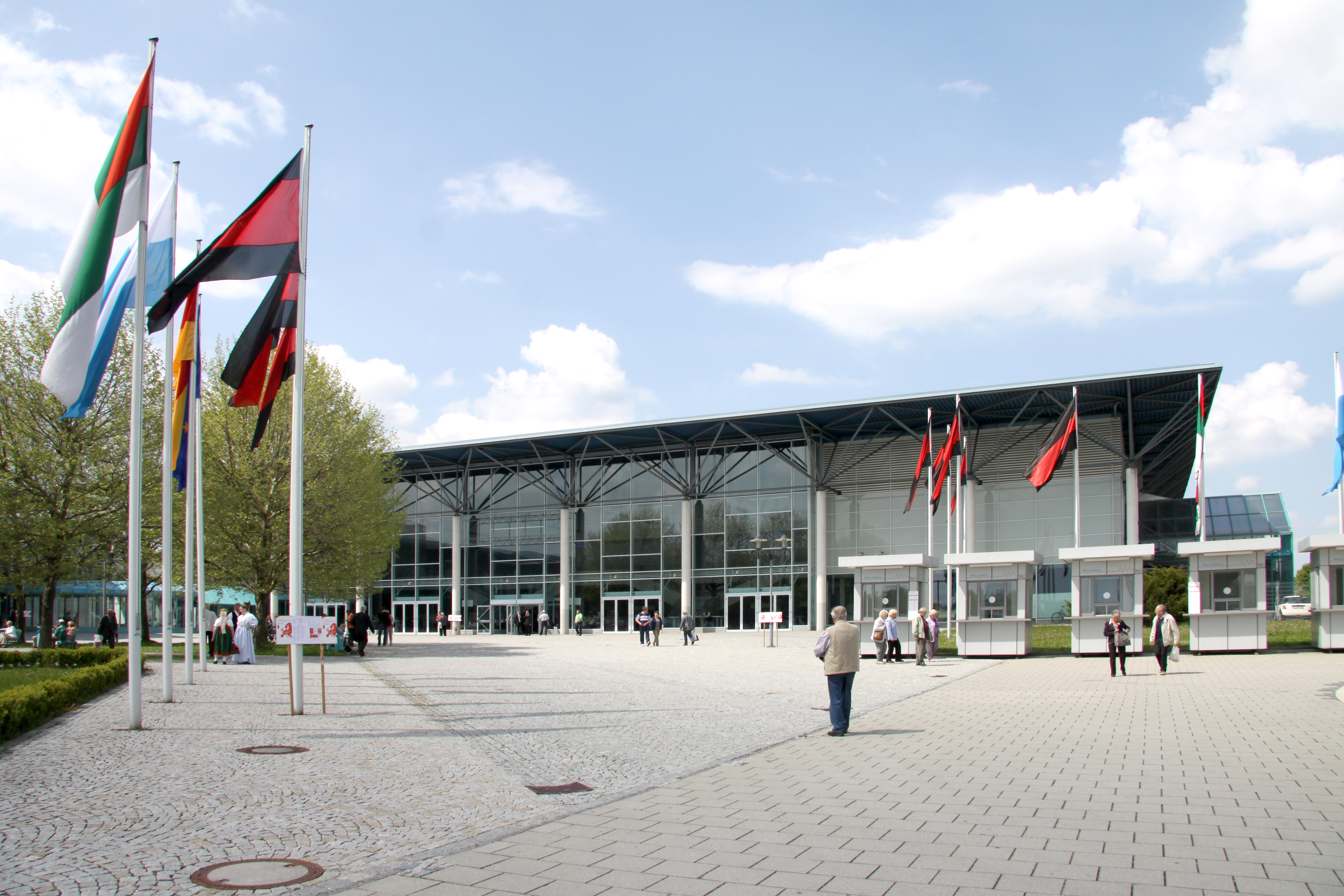
Sudetendeutscher Tag in der Augsburger Messe 2010, Beflaggung in sudetendeutschen Farben

Der Sudetendeutsche Tag ist ein seit 1950 jährlich an Pfingsten stattfindendes, von der Sudetendeutschen Landsmannschaft organisiertes Zusammentreffen von Sudetendeutschen, zu dem regelmäßig mehrere zehntausend Besucher kommen.

## Bestandteile
Wesentliche Bestandteile des Sudetendeutschen Tages sind der Volkstumsabend und das Volkstanzfest beziehungsweise das Böhmische Dorffest am Pfingstsamstag sowie die Messe und Hauptkundgebung am Pfingstsonntag. Anschließend finden in den Messehallen nach Heimatlandschaften und Heimatkreisen gegliederte Treffen statt.
Öffentliche Diskussionen löste mehrfach die ablehnende Haltung des Plenums gegenüber prominenten Gastrednern wie beispielsweise der damaligen Bundestagsvizepräsidentin Antje Vollmer aus.

## Europäischer Karls-Preis
Während der Veranstaltung wird seit 1958 auch der Europäische Karlspreis der Sudetendeutschen Landsmannschaft verliehen.
Zu Pfingsten 2022 wurde der Preis in Hof an den ukrainischen Präsidenten Wolodymyr Selenskyj verliehen, der mit seiner Tapferkeit und seinem Augenmaß einer der bedeutendsten Europäer der Gegenwart sei, so Bernd Posselt, der Bundesvorsitzende der Sudetendeutschen Landsmannschaft.

## Teilnahme tschechischer Regierungsvertreter und tschechische Nationalsymbole
Erstmals nahm zu Pfingsten 2016 ein Mitglied der Regierung Tschechiens am Sudetendeutschen Tag teil: Kulturminister Daniel Herman drückte in einer auf Deutsch gehaltenen Rede sein Bedauern über die Vertreibung der Sudetendeutschen aus. Der bayerische Ministerpräsident Horst Seehofer als Schirmherr der Veranstaltung nannte den Auftritt Hermans „historisch“ und eine „Sternstunde in den bayerisch-tschechischen Beziehungen“.
Im folgenden Jahr besuchte der tschechische Vizepremier Pavel Bělobrádek den Sudetendeutschen Tag und hielt eine Rede.
Beginnend mit der Veranstaltung 2022 wird auf dem sudetendeutschen Tag die tschechische Nationalhymne gespielt. An dieser Veranstaltung hielt Bělobrádek, als tschechischer Abgeordneter, erneut eine Rede.
Zur Veranstaltung 2023 in Regensburg entsendete die tschechische Regierung mit Bildungsminister Mikuláš Bek erstmals offiziell einen Vertreter. Dieser hielt ebenso eine Rede in Deutsch.
Auch 2024 entsendete die tschechische Regierung mit ihren Botschafter in Deutschland Tomáš Kafka einen Vertreter.
Wie bereits 2 Jahre zuvor vertritt Bildungsminister Mikuláš Bek die tschechische Regierung auf dem erneut in Regensburg stattfindenden Treffen.

## Veranstaltungsorte und Leitsätze seit 1950
Der Tag fand und findet hauptsächlich in Großstädten in Bayern statt. In Stuttgart, Frankfurt am Main, Wien und Köln gab es bis zuletzt 1989 insgesamt 18 Veranstaltungen außerhalb Bayerns.
Es gab immer wieder den Wunsch den Sudetendeutschen Tag in Tschechien stattfinden zu lassen. Dies stößt im Land auf unterschiedliche Reaktionen. So lehnte der damalige Ministerpräsident Babiš diese, etwa von Horst Seehofer vorgebrachte, Idee 2018 und 2019 noch klar ab Staatspräsident Milos Zeman drohte 2021 damit Jan Lipavský nicht zum Außenminister zu ernennen, da dieser unter anderem einen sudetendeutschen Tag in Tschechien befürwortete. Das Festival Meeting Brno lud 2025 die Sudetendeutsche Landsmannschaft ein, im folgenden Jahr ihren Tag in Brünn/Brno stattfinden zu lassen
Einschließlich 2025 waren folgende Städte Gastgeber:
- Nürnberg (24 Mal, zuletzt 2016)
- München (14 Mal, zuletzt 2021)
- Augsburg (14 Mal, zuletzt 2024)
- Stuttgart (11 Mal, zuletzt 1989)
- Frankfurt am Main (3 Mal, zuletzt 1981)
- Wien (3 Mal, zuletzt 1983)
- Regensburg (3 Mal, zuletzt 2023, vsl. 2025),
- Kempten (1 Mal, 1950)
- Ansbach (1 Mal, 1951),
- Köln (1 Mal, 1961).
- Hof (1 Mal, 2022).

| Jahr | Ort               | Bundesland/Land   | Leitsatz                                                                  | Sonstiges |
| ---- | ----------------- | ----------------- | ------------------------------------------------------------------------- | --------- |
| 1950 | Kempten           | Bayern            | „Gebt uns die Heimat wieder“                                              |           |
| 1951 | Ansbach           | Bayern            |                                                                           |           |
| 1952 | Stuttgart         | Baden-Württemberg | „Der Heimat die Treue“                                                    |           |
| 1953 | Frankfurt am Main | Hessen            | „Für die Freiheit unserer Heimat!“                                        |           |
| 1954 | München           | Bayern            |                                                                           |           |
| 1955 | Nürnberg          | Bayern            |                                                                           |           |
| 1956 | Nürnberg          | Bayern            |                                                                           |           |
| 1957 | Stuttgart         | Baden-Württemberg |                                                                           |           |
| 1958 | Stuttgart         | Baden-Württemberg | „Heimat – Deutschland – Europa“                                           |           |
| 1959 | Wien              | Österreich        | 300.000 Besucher                                                          |           |
| 1960 | München           | Bayern            | „Dem Recht die Treue“                                                     |           |
| 1961 | Köln              | NRW               | „Einigkeit und Recht und Freiheit“                                        |           |
| 1962 | Frankfurt am Main | Hessen            | „Durch Recht zum Frieden“                                                 |           |
| 1963 | Stuttgart         | Baden-Württemberg | „Freie Heimat – Geeintes Europa“                                          |           |
| 1964 | Nürnberg          | Bayern            | „Versöhnung ja – Verzicht nein“                                           |           |
| 1965 | Stuttgart         | Baden-Württemberg | „Frieden durch Menschenrecht“                                             |           |
| 1966 | München           | Bayern            | „Das Recht wird siegen“                                                   |           |
| 1967 | München           | Bayern            | „Kein Frieden durch neues Unrecht“                                        |           |
| 1968 | Stuttgart         | Baden-Württemberg | „Standhaft und treu!“                                                     |           |
| 1969 | Nürnberg          | Bayern            | „Für gerechten Frieden“                                                   |           |
| 1970 | München           | Bayern            | „Für ein freies Europa – Frieden durch Partnerschaft!“                    |           |
| 1971 | Nürnberg          | Bayern            | „Der Freiheit, dem Frieden und dem Recht verpflichtet!“                   |           |
| 1972 | Stuttgart         | Baden-Württemberg | „Unser Auftrag bleibt Freiheit und Selbstbestimmung!“                     |           |
| 1973 | München           | Bayern            | „25 Jahre Sudetendeutsche Landsmannschaft – Schicksal einer Volksgruppe!“ |           |
| 1974 | Nürnberg          | Bayern            | „20 Jahre Schirmherrschaft – Dank an Bayern!“                             |           |
| 1975 | Nürnberg          | Bayern            | „UNO höre auch uns – 30 Jahre Vertreibung!“                               |           |
| 1976 | Stuttgart         | Baden-Württemberg | „Freie Heimat – Geeintes Europa!“                                         |           |
| 1977 | Wien              | Österreich        | 180.000 Besucher                                                          |           |
| 1978 | Nürnberg          | Bayern            | „Pioniere des Aufbaues – Garanten der Freiheit!“                          |           |
| 1979 | München           | Bayern            | „Freie Heimat – Freies Europa!“                                           |           |
| 1980 | Stuttgart         | Baden-Württemberg | „Die Wahrheit wird siegen!“                                               |           |
| 1981 | Frankfurt am Main | Hessen            | „Einigkeit und Recht und Freiheit!“                                       |           |
| 1982 | Nürnberg          | Bayern            | „Frieden in Freiheit“                                                     |           |
| 1983 | Wien              | Österreich        | „Recht wahren – Brücke sein!“                                             |           |
| 1984 | München           | Bayern            | „Sudetenland – Bayern – Deutschland – Europa!“                            |           |
| 1985 | Stuttgart         | Baden-Württemberg | „Recht bleibt Recht – trotz Vertreibung!“                                 |           |
| 1986 | München           | Bayern            | „Gerechtigkeit schafft Frieden!“                                          |           |
| 1987 | Nürnberg          | Bayern            | „Selbstbestimmung und Partnerschaft!“                                     |           |
| 1988 | München           | Bayern            | „Recht und Freiheit – Fundament der Partnerschaft!“                       |           |
| 1989 | Stuttgart         | Baden-Württemberg | „Europa – Freiheit – Recht und Partnerschaft!“                            |           |
| 1990 | München           | Bayern            | „Gemeinsam die Zukunft gestalten!“                                        |           |
| 1991 | Nürnberg          | Bayern            | „Mut zu Wahrheit und Recht!“                                              |           |
| 1992 | München           | Bayern            | „Recht dient dem Frieden!“                                                |           |
| 1993 | Nürnberg          | Bayern            | „Vertreibung ächten – Heimatrecht achten!“                                |           |
| 1994 | Nürnberg          | Bayern            | „Gemeinsam für Europa – Vierzig Jahre Schirmherrschaft“                   |           |
| 1995 | München           | Bayern            | „50 Jahre Vertreibung – Unrecht verjährt nicht!“                          |           |
| 1996 | Nürnberg          | Bayern            | „Das Recht wahren – die Zukunft gestalten!“                               |           |
| 1997 | Nürnberg          | Bayern            | „Unser Auftrag bleibt – Gerechtigkeit schafft Frieden!“                   |           |
| 1998 | Nürnberg          | Bayern            | „Wahrheit und Recht – Fundament für Europa!“                              |           |
| 1999 | Nürnberg          | Bayern            | „Recht auf die Heimat – Baustein für Europa!“                             |           |
| 2000 | Nürnberg          | Bayern            | „Vertreibung weltweit ächten!“                                            |           |
| 2001 | Augsburg          | Bayern            | „Menschenrechte wahren – Brücke sein“                                     |           |
| 2002 | Nürnberg          | Bayern            | „Zukunft Europa – Friede und Recht“                                       |           |
| 2003 | Augsburg          | Bayern            | „Vertreibung trennt – Heimat und Recht verbindet“                         |           |
| 2004 | Nürnberg          | Bayern            | „Menschenrechte achten – Vertreibung ächten“                              |           |
| 2005 | Augsburg          | Bayern            | „Vertreibung überwinden – Ausgleich schaffen“                             |           |
| 2006 | Nürnberg          | Bayern            | „Vertreibung ist Völkermord – dem Recht auf Heimat gehört die Zukunft“    |           |
| 2007 | Augsburg          | Bayern            | „Wir Sudetendeutschen – Brücke zur Heimat“                                |           |
| 2008 | Nürnberg          | Bayern            | „Für Heimat und Menschenrecht“                                            |           |
| 2009 | Augsburg          | Bayern            | „Der Geschichte verpflichtet – die Zukunft gestalten“                     |           |
| 2010 | Augsburg          | Bayern            | „Gemeinsame Geschichte – Gemeinsame Zukunft in Europa“                    |           |
| 2011 | Augsburg          | Bayern            | „Dialog und Wahrheit – Nachbarschaft gestalten“                           |           |
| 2012 | Nürnberg          | Bayern            | „Herkunft pflegen – Zukunft sichern“                                      |           |
| 2013 | Augsburg          | Bayern            | „Zukunft braucht Heimat“                                                  |           |
| 2014 | Augsburg          | Bayern            | „Geschichte verstehen – Zukunft gestalten“                                |           |
| 2015 | Augsburg          | Bayern            | „Menschenrechte ohne Grenzen“                                             |           |
| 2016 | Nürnberg          | Bayern            | „Dialog verpflichtet“                                                     |           |
| 2017 | Augsburg          | Bayern            | „Verständigung suchen - Europas Mitte gestalten“                          |           |
| 2018 | Augsburg          | Bayern            | „Kultur und Heimat - Fundamente des Friedens“                             |           |
| 2019 | Regensburg        | Bayern            | „Ja zur Heimat im Herzen Europas“                                         |           |
| 2020 | -                 | -                 | -                                                                         |           |
| 2021 | München           | Bayern            | „Verantwortung für die Heimat - unser Weg in die Zukunft“                 |           |
| 2022 | Hof               | Bayern            | „Dialog überwindet Grenzen“                                               |           |
| 2023 | Regensburg        | Bayern            | „Schicksalsgemeinschaft Europa“                                           |           |
| 2024 | Augsburg          | Bayern            | „Sudetendeutsche und Tschechen - miteinander für Europa“                  |           |
| 2025 | Regensburg        | Bayern            | „Aus Krieg und Vertreibung lernen. Für Frieden und Freiheit kämpfen.“     |           |

## Einzelbelege
1. ↑  merkur.de
2. ↑  Tschechischer Minister besucht Sudetendeutschen Tag, faz.net, 15. Mai 2016.
3. ↑  Bělobrádek bei Sudetendeutschem Tag, Radio Prag International, 3. Juni 2017, abgerufen am 15. Juni 2025
4. ↑  Sudetendeutsche kritisieren die Verkehrsverbindung zwischen Bayern und Tschechien
5. ↑  [Ex-Vizepremier Bělobrádek: Sudetendeutsche sind hervorragende Botschafter der Zusammenarbeit], Radio Prag International, 5. Juni 2022, abgerufen am 15. Juni 2025
6. ↑  Minister Bek besuchte den 73. Sudetendeutschen Tag in Regensburg
7. ↑  Botschafter Kafka hält Rede auf dem Sudetendeutschen Tag.
8. ↑  Bildungsminister Bek vertritt Tschechien beim Sudetendeutschen Tag in Regensburg, Radio Prag international, 4. Juni 2025, abgerufen am 7. Juni 2025
9. ↑  Prag: Kein Sudetentag in Tschechien, sueddeutsche.de, 10. Juni 2019, abgerufen am 7. Juni 2025
10. ↑  Premier Babiš: Beneš-Dekrete abgeschlossene Sache, kein Sudetendeutscher Tag in Tschechien, Radio Prag international, 24. Mai 2018, abgerufen am 7. Juni 2025
11. ↑  Streit um tschechischen Außenminister laut Premier Fiala beigelegt, derstandard.de, 13. Dezember 2021, abgerufen am 15. Juni 2025.
12. ↑  Sudetendeutscher Tag könnte kommendes Jahr in Brünn stattfinden, Radio Prag international, 6. Juni 2025, abgerufen am 7. Juni 2025
13. ↑  75. Sudetendeutscher Tag in Regensburg